# Paris-Turf
Paris-Turf est un quotidien sportif français créé en 1946 qui est spécialisé dans l'information hippique à destination des parieurs mais aussi des professionnels. Il est le numéro un dans ce domaine en France, et compte 263 000 lecteurs quotidiens selon l'étude d'audience de la presse ONE 2011-2012. Le titre a été cédé par la Socpresse en avril 2005 au groupe Turf Éditions.

## Description
Le titre a connu différentes évolutions au fil des années avec le passage à la couleur, des articles plus nombreux, ainsi que le lancement d'un site internet qui compte actuellement 500 000 visiteurs uniques et 25 millions de pages vues par mois, et plus récemment le lancement d'un site mobile rassemblant environ 450 000 visiteurs uniques par mois[réf. nécessaire].
Paris-Turf est désormais accessible intégralement en version numérique sur ordinateur, tablette et smartphone.

## Historique

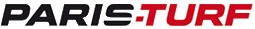
Ancien logo.

En octobre 1945, le quotidien France Libre Sportive devient Paris-Turf.
En 1951, le groupe Boussac en prend le contrôle, en même temps que celui du journal L'Aurore. 
En mars 1970, Paris-Turf fusionne avec le quotidien Sport complet.
Le 30 juin 2020, le tribunal de commerce de Bobigny valide le projet de reprise de Paris-Turf proposé par NJJ Presse, la holding de Xavier Niel. Frappé de plein fouet par la pandémie de Covid-19 et aux difficultés de son distributeur Presstalis, Paris-Turf était dans une situation intenable. Le projet de reprise de Xavier Niel prévoit de ne conserver que 121 journalistes titulaires et 30 pigistes, alors que le groupe compte actuellement 250 journalistes et 50 pigistes. Les salariés ont affiché leur désaccord avec cette décision, alors qu'ils soutenaient l'offre concurrente qui prévoyait un impact plus minime sur l'emploi.
Le 15 février 2021, l'autorité de la concurrence indique son accord pour le rachat de Paris-Turf par NJJ Presse, sans condition. 